# Rezerwat specjalny Pic d’Ivohibe
Pic d’Ivohibe – rezerwat specjalny położony w południowo-wschodniej części Madagaskaru, w regionie Haute Matsiatra. Zajmuje powierzchnię 3453 ha.
Rezerwat położony jest w południowej części łańcucha Andringitra.
W pobliżu rezerwatu przebiega droga Route nationale 27. Na wschód od niego przepływa rzeka Manampatrana.
Cały szczyt Ivohibe pokryty jest gęstym, wilgotnym lasem. U podnóża szczytu rosną wysokie drzewa. Las na średniej wysokości porastają drzewa nieco niższe, natomiast na dużej wysokości rosną twardolistne, niewysokie, bardziej rozgałęzione drzewa. Gdzieniegdzie występują również stanowiska kserofitów. 
Zaobserwowano tu 77 gatunków ptaków, takich jak Bernieria cinereiceps, czy Randia pseudozosterops. Ponadto występują tutaj małe ssaki, lemury oraz płazy.